# Tour del Porvenir 1966
La 6.ª edición del Tour del Porvenir (nombre oficial en francés: Tour de l'Avenir) fue una carrera de ciclismo en ruta por etapas francesa que se celebró entre el 2 y el 14 de julio de 1966 con inicio en Albi y final en París sobre una distancia total de 1937 kilómetros.
La carrera fue ganada por Mino Denti del equipo nacional de la Italia. El podio lo completaron el ciclista Harry Steevens del equipo nacional de los Países Bajos y el ciclista José Gómez Lucas del equipo nacional de España.

## Equipos participantes
Tomaron parte en la carrera 12 equipos nacionales amateurs de 8 corredores cada uno:
| Equipos nacionales amateur (12) - Alemania Occidental - Bélgica - Checoslovaquia - España - Francia - Reino Unido - Italia - Países Bajos - Polonia - Suiza - Unión Soviética - Yugoslavia |  |
| |  |

## Etapas
| Etapa        | Fecha     | Recorrido                      | Distancia (km) | Ganador                 | Líder          |
| ------------ | --------- | ------------------------------ | -------------- | ----------------------- | -------------- |
| 1.ª etapa, A | 2 de jul  | Albi – Albi                    | 14,54          | Italia                  | Mino Denti     |
| 1.ª etapa, B | 2 de jul  | Albi – Albi                    | 117,5          | Harry Steevens          | Harry Steevens |
| 2.ª etapa    | 3 de jul  | Revel – Revel                  | 142,3          | José Gómez Lucas        | Harry Steevens |
| 3.ª etapa    | 4 de jul  | Castres – Sète                 | 171,5          | Vladimir Urbanovitch    | Eddy Beugels   |
| 4.ª etapa    | 5 de jul  | Montpellier – Vals-les-Bains   | 144            | Attilio Benfatto        | Peter Hill     |
| 5.ª etapa    | 6 de jul  | Privas – Le Bourg-d'Oisans     | 203,5          | Antonio Paolo Albonetti | Peter Hill     |
| 6.ª etapa    | 8 de jul  | Brianzón – Turín               | 160            | Agustín Tamames         | Mino Denti     |
| 7.ª etapa    | 9 de jul  | Ivrea – Ivrea                  | 24             | Bernard Guyot           | Mino Denti     |
| 8.ª etapa    | 10 de jul | Ivrea – Chamonix               | 188            | Vicente López Carril    | Mino Denti     |
| 9.ª etapa    | 11 de jul | Ugine – Saint-Étienne          | 230,5          | Giorgio Favaro          | Mino Denti     |
| 10.ª etapa   | 12 de jul | Montrond-les-Bains – Montluçon | 199,5          | Marinus Wagtmans        | Mino Denti     |
| 11.ª etapa   | 13 de jul | La Châtre – Orléans            | 180,5          | Ján Svorada             | Mino Denti     |
| 12.ª etapa   | 14 de jul | Orléans – París                | 162            | Claude Guyot            | Mino Denti     |

## Clasificaciones finales
Las clasificaciones finalizaron de la siguiente forma:

### Clasificación general
| Clasificación general |                   |                 |                  |
| Ciclista              | Ciclista          | Equipo          | Tiempo           |
| --------------------- | ----------------- | --------------- | ---------------- |
| 1.º                   | Mino Denti        | Italia          | 51 h 36 min 49 s |
| 2.º                   | Harry Steevens    | Países Bajos    | + 1 min 18s      |
| 3.º                   | José Gómez Lucas  | España          | + 2 min 57s      |
| 4.º                   | Bernard Guyot     | Francia         | + 4 min 31s      |
| 5.º                   | Giorgio Favaro    | Italia          | + 4 min 53s      |
| 6.º                   | Willy Van Neste   | Bélgica         | + 7 min 04s      |
| 7.º                   | Cvitko Bilić      | Yugoeslavia     | + 10 min 04s     |
| 8.º                   | Daniel Biolley    | Suiza           | + 10 min 42s     |
| 9.º                   | Alexei Dochljakov | Unión Soviética | + 10 min 51s     |
| 10.º                  | Eddy Beugels      | Países Bajos    | + 11 min 22s     |

### Clasificación por puntos
| Clasificación por puntos |                  |              |        |
| Ciclista                 | Ciclista         | Equipo       | Puntos |
| ------------------------ | ---------------- | ------------ | ------ |
| 1.º                      | Harry Steevens   | Países Bajos |        |
| 2.º                      | Attilio Benfatto | Italia       |        |
| 3.º                      | Mino Denti       | Italia       |        |

### Clasificación de la montaña
| Clasificación de la montaña |                      |        |        |
| Ciclista                    | Ciclista             | Equipo | Puntos |
| --------------------------- | -------------------- | ------ | ------ |
| 1.º                         | Giorgio Favaro       | Italia |        |
| 2.º                         | José Gómez Lucas     | España |        |
| 3.º                         | Vicente López Carril | España |        |

### Clasificación por equipos
| Clasificación por equipos |         |        |
| Equipo                    | Equipo  | Tiempo |
| ------------------------- | ------- | ------ |
| 1.º                       | Italia  |        |
| 2.º                       | España  |        |
| 3.º                       | Francia |        |